# Campionati italiani di duathlon
La Federazione Italiana Triathlon ha organizzato annualmente i Campionati italiani di duathlon . L'edizione del 2020 non si è disputata a causa della pandemia di Covid-19 .

## Albo d'oro

### Uomini
| Anno | Oro                       | Argento               | Bronzo                      |
| ---- | ------------------------- | --------------------- | --------------------------- |
| 1994 | Maurizio Medri            | Umberto Guidetti      | Maurizio De Ponte           |
| 1995 | Maurizio Medri (2)        | Umberto Guidetti      | Stefano Mainetti            |
| 1996 | Bruno Stanga              | Massimo Torsani       | Stefano Mainetti            |
| 1997 | Manolo Montevecchi        | Luigi Vivian          | Paolo Riva                  |
| 1998 | Alessandro Alessandri     | Igor Ghio             | Fabio Pizzagalli            |
| 1999 | Alessandro Alessandri (2) | Maurizio De Ponte     | Luca Barzaghi               |
| 2000 | Maurizio De Ponte         | Alessandro Alessandri | Gianni Lacerenza            |
| 2001 | Alessandro Alessandri (3) | Corrado Armuzzi       | Mario Melis                 |
| 2002 | Alessandro Alessandri (4) | Daniele Fiumara       | Corrado Armuzzi             |
| 2003 | Matteo Pigoni             | Maurizio De Ponte     | Fabio Barani                |
| 2004 | Alessandro Alessandri (5) | Corrado Armuzzi       | Marco Galeasso              |
| 2005 | Alessandro Alessandri (6) | Alessio Picco         | Luca Nascimbeni             |
| 2006 | Alessandro Alessandri (7) | Alessio Picco         | Daniele Ferrero             |
| 2007 | Daniel Hofer              | Alessio Picco         | Fabrizio Baralla            |
| 2008 | Fausto Dotti              | Alessio Picco         | Alessandro Alessandri       |
| 2009 | Alessio Picco             | Daniel Antonioli      | Andrea Secchiero            |
| 2010 | Massimiliano Sansone      | Luca Facchinetti      | Fabrizio Pellizzoni         |
| 2011 | Danilo Brustolon          | Fausto Dotti          | Alessio Picco               |
| 2012 | Danilo Brustolon (2)      | Fausto Dotti          | Michele Insalata            |
| 2013 | Danilo Brustolon (3)      | Fabio Villari         | Daniel Antonioli            |
| 2014 | Daniel Antonioli          | Alberto Della Pasqua  | Pierluigi Senor             |
| 2017 | Bruno Pasqualini          | Marcello Ugazio       | Federico Gregorio Incardona |
| 2018 | Massimo Cigana            | Mattia Camporesi      | Marcello Ugazio             |
| 2019 | Michele Sarzilla          | Bruno Pasqualini      | Daniele Angelini            |
| 2021 | Domenico Passuello        | Matteo Fontana        | Marco Rinaldi               |
| 2022 | Domenico Passuello (2)    | Riccardo Brighi       | Michele Marchelli           |
| 2023 | Gregory Barnaby           | Nicola Duchi          | Emanuele Faraco             |
| 2024 | Vincent Dominin           | Tommaso Paoletti      | Riccardo Ridolfi            |
| 2025 | Nicola Duchi              | Michele Sarzilla      | Domenico Passuello          |

### Donne
| Anno | Oro                     | Argento                    | Bronzo             |
| ---- | ----------------------- | -------------------------- | ------------------ |
| 1994 | Fiddy Remondini         | Silvia Riccò               | Manuela Ianesi     |
| 1995 | Mirella Gandellini      | Paola Lenzi                | Daniela Locarno    |
| 1996 | Paola Lenzi             | Marta Monzani              | Daniela Locarno    |
| 1997 | Valentina Tauceri       | Paola Lenzi                | Giovanna Bertone   |
| 1998 | Mirella Gastaldo        | Paola Lenzi                | Giovanna Ricotta   |
| 1999 | Valentina Tauceri (2)   | Matilde Ravizza            | Mirella Gastaldo   |
| 2000 | Mirella Gastaldo (2)    | Victoria Kirkby            | Maria Angioni      |
| 2001 | Valentina Tauceri (3)   | Romina Ridolfi             | Veronica Chiusole  |
| 2002 | Arianna Morosin         | Stefania Bonazzi           | Lisa Desiderà      |
| 2003 | Arianna Morosin (2)     | Valentina Tauceri          | Stefania Bonazzi   |
| 2004 | Laura Giordano          | Arianna Morosin            | Ljudmilla Dibert   |
| 2005 | Laura Giordano (2)      | Ljudmilla Di Bert          | Lisa Desiderà      |
| 2006 | Nadia Cortassa          | Laura Giordano             | Beatrice Lanza     |
| 2007 | Laura Giordano (3)      | Cristina Clerico           | Ljudmilla Di Bert  |
| 2008 | Laura Giordano (4)      | Maria Alfonsa Sella        | Ljudmilla Di Bert  |
| 2009 | Laura Giordano (5)      | Maria Alfonsa Sella        | Marta Gaiardelli   |
| 2010 | Maria Alfonsa Sella     | Anna Quagliaro             | Alice Capone       |
| 2011 | Maria Alfonsa Sella (2) | Maria Grazia Prestigiacomo | Alice Capone       |
| 2012 | Sara Dossena            | Nadia Cortassa             | Paola Garinei      |
| 2013 | Sara Dossena (2)        | Monica Cibin               | Patrizia Tropiano  |
| 2014 | Francesca Galluzzo      | Silvia Scarpetta           | Cristina Sironi    |
| 2017 | Sara Dossena (3)        | Sharon Spimi               | Irene Coletto      |
| 2018 | Elisabetta Curridori    | Michela Santini            | Giulia Bedorin     |
| 2019 | Marta Bernardi          | Michela Santini            | Silvia Guenzani    |
| 2021 | Marta Bernardi (2)      | Giorgia Priarone           | Asia Mercatelli    |
| 2022 | Marta Bernardi (3)      | Federica Frigerio          | Eleonora Peroncini |
| 2023 | Marta Bernardi (4)      | Giorgia Priarone           | Federica Frigerio  |
| 2024 | Giorgia Priarone        | Marta Bernardi             | Federica Frigerio  |
| 2024 | Marta Bernardi (5)      | Luisa Iogna-Prat           | Chiara Cavalli     |

## Edizioni
| Anno | Località           | Regione               |
| ---- | ------------------ | --------------------- |
| 1994 | Ostia              | Lazio                 |
| 1995 | Poviglio           | Emilia-Romagna        |
| 1996 | Remedello          | Lombardia             |
| 1997 | Villeneuve         | Valle d'Aosta         |
| 1998 | Bedollo            | Trentino-Alto Adige   |
| 1999 | Zibido San Giacomo | Lombardia             |
| 2000 | Parma              | Emilia-Romagna        |
| 2001 | Cesate             | Lombardia             |
| 2002 | Rimini             | Emilia-Romagna        |
| 2003 | Trieste            | Friuli-Venezia Giulia |
| 2004 | Rimini             | Emilia-Romagna        |
| 2005 | Monticelli Terme   | Emilia-Romagna        |
| 2006 | Ornavasso          | Piemonte              |
| 2007 | Rivergaro          | Emilia-Romagna        |
| 2008 | Verona             | Veneto                |
| 2009 | Spoleto            | Umbria                |
| 2010 | Spoleto            | Umbria                |
| 2011 | Cesate             | Lombardia             |
| 2012 | Norcia             | Umbria                |
| 2013 | Seclì              | Puglia                |
| 2014 | Seclì              | Puglia                |
| 2017 | Quinzano d'Oglio   | Lombardia             |
| 2018 | Quinzano d'Oglio   | Lombardia             |
| 2019 | Quinzano d'Oglio   | Lombardia             |
| 2021 | Pesaro             | Marche                |
| 2022 | Pesaro             | Marche                |
| 2023 | Quinzano d'Oglio   | Lombardia             |
| 2024 | Quinzano d'Oglio   | Lombardia             |
| 2025 | Pontoglio          | Lombardia             |